# Gasztrolit
A gasztrolitok („gyomorkövek” vagy „zúzókövek”) olyan kövek, amelyek egy állat emésztőcsatornájában helyezkednek el. Az élő gerincesek között gyakran találhatók meg a növényevő madarak, krokodilok, aligátorok, fókák és oroszlánfókák szervezetében. A szárnyasok például kőport nyelnek le az emésztésük megsegítésére. A gasztrolitokat egy igen izmos zúza tartalmazza és a rágóizmok pótlására szolgálnak azoknál az állatoknál, amelyeknek nincs rágásra alkalmas fogazatuk. A gasztrolitok mérete függ az állat méretétől és egyedi szükségleteitől. Lehetnek homokszem nagyságúak, kavicsméretűek vagy akár nagyobbak is.

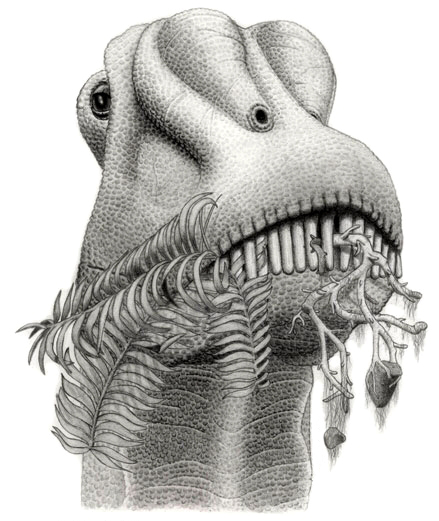
A Diplodocus zúzóköveket nyelt le a pálmalevelek emésztésének megkönnyítésére

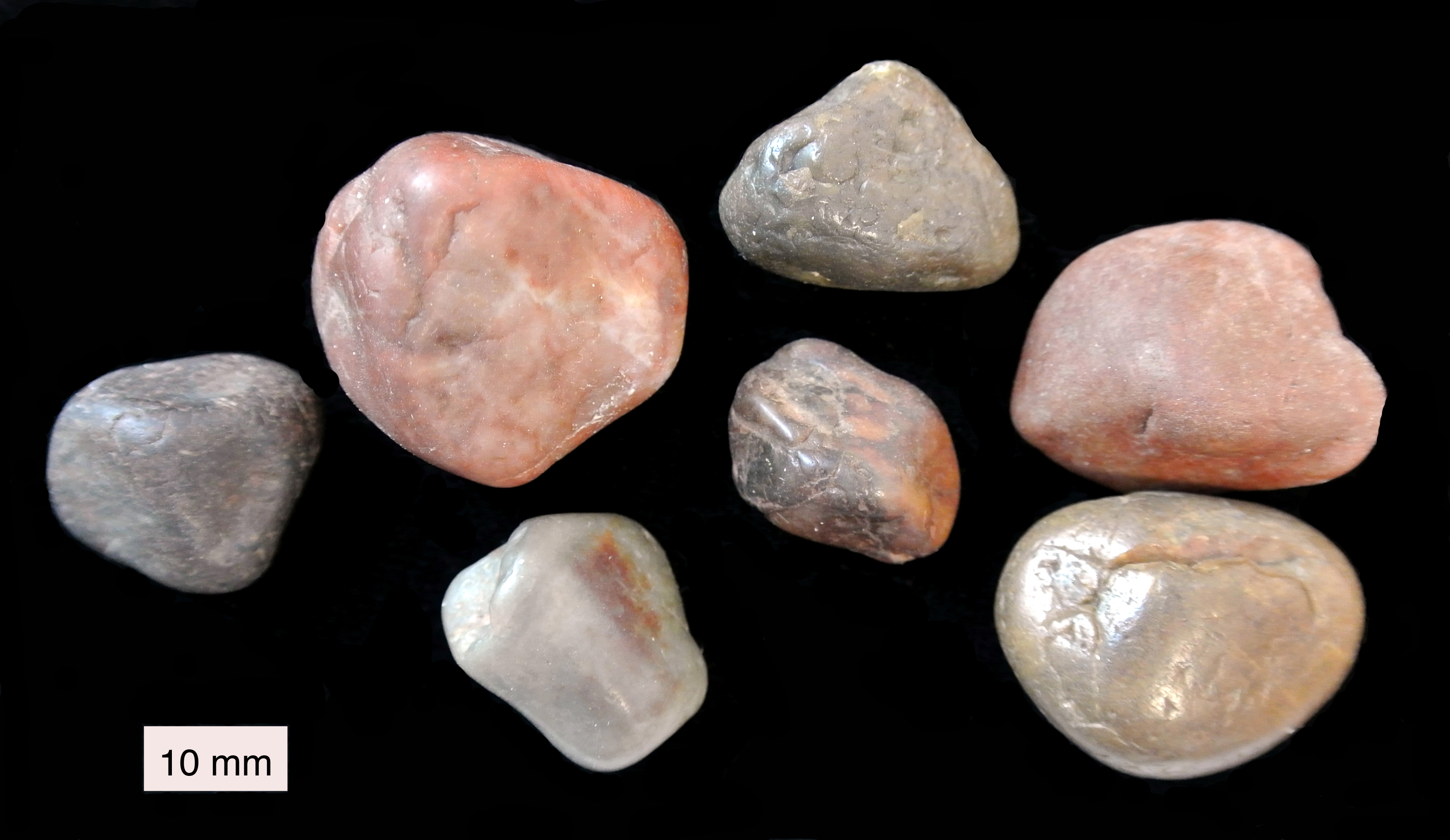

Egyes kihalt állatok, például a sauropoda dinoszauruszok úgy tűnik szintén használtak köveket a durva növényi anyagok megőrlésére. A theropodák fosszíliáival együtt azonban csak ritkán kerülnek elő, és nem is valószínű, hogy az élelmüket kövekkel való morzsolással dolgozták volna fel. A víziállatok például a plesiosaurusok ballasztként, egyensúlyozásra, illetve a felhajtóerő csökkentésére használhatták a köveket, ahogy azt a krokodilok is teszik. Mindazonáltal további kutatások szükségesek annak megértéséhez, hogy mi célt szolgálnak a kövek a víziállatokban.
Míg egyes gasztrolitok lekerekítettek és csiszoltak, számos ma élő madárban található kő durva felületű. A dinoszauruszok fosszíliáival együtt talált gasztrolitok több kilogramm tömegűek is lehetnek. A ma élő struccok által lenyelt kövek mérete meghaladhatja a 10 centimétert is.
Az őslénykutatóknak rendszerint többféle bizonyítékra is szükségük van annak elfogadásához, hogy egy követ egy dinoszaurusz az emésztése megsegítésére használt. Elsőként a kőnek el kell térnie attól a sziklától, amelyben megtalálták. Másodszor lekerekítettnek és csiszoltnak kell lennie, mivel a kövek a dinoszaurusz zúzájában a rostos anyagokhoz és egymáshoz is hozzáértek, ahogyan egy kőcsiszoló gép belsejében. Végül pedig a követ az azt lenyelő dinoszaurusz csontjaival együtt kell megtalálniuk. Az utolsó feltétel problémát jelenthet az azonosítás során, mivel a szél vagy a víz által lekoptatott sima felszínű kövek találhatók véletlenül is a csontokkal együtt. 1988-ban Christopher H. Whittle bevezette a gasztrolitok pásztázó elektronmikroszkópos elemzését, 2003-ban pedig Oliver Wings rájött, hogy a struccok gasztrolitjai a csontvázon kívül is elhelyezkedhetnek, ha a tetem a pusztulás után néhány nappal vízi környezetben temetődött el. Wings szerint ez (feltehetően a moafélék kivételével) valamennyi madár esetében megtörténhet, mivel a levegővel töltött csontjaik miatt a tetemük elegendő ideig lebeghet a vízben ahhoz, hogy a rothadás mértéke lehetővé tegye a gasztrolitok kijutását.
A gasztrolitok több feltétel figyelembevételével megkülönböztethetők a folyóvizekben illetve vízpartokon található kövektől: a gasztrolitok magasabban levő felületei nagy mértékben csiszoltak, míg a bemélyedéseik, illetve a hasadékaik csiszolatlanok, és gyakran nagyon hasonlítanak egy állat kopott fogaira. A vízben vagy vízparton található kövek, főként a mélyedésekben levők kiemelkedő felületei kevésbé csiszoltak, és gyakran találhatók rajtuk kisebb bemélyedések vagy törések. Végül pedig a nagy mértékben csiszolt gasztrolitokon gyakran láthatók hosszú mikroszkopikus, hajszálvékony karcolások, melyeket valószínűleg egy frissen lenyelt kő éles sarkával történő érintkezés hozott létre. Mivel a legtöbb gasztrolit szétszóródik az állat pusztulása után, és a nagy részük vízbe vagy vízpartra kerül, egyes gasztrolitokon vegyes kopási jellegzetességek figyelhetők meg. Vannak azonban olyanok is, amelyeket kétségtelenül dinoszauruszok nyeltek le, és feltételezhető, hogy a nagy mértékben csiszoltakat többször is lenyelték.
Az Amerikai Természetrajzi Múzeum (American Museum of Natural History) 311488-as számú fényképe egy Protiguanodon mongoliensis tagolt csontvázát ábrázolja, melyet a kora kréta időszakhoz tartozó mongóliai Ondai Sair Formációban fedeztek fel, körülbelül 40 gasztrolittal együtt, melyek a bordák között, a vállak és a csípő közti távolság felénél helyezkedtek el.
A Utah állam középső részén fekvő kora kréta időszaki Cedar Mountain Formáció tele van nagy mértékben csiszolt vörös és fekete kovakövekkel, melyek egy része talán gasztrolit lehet. Érdekes módon maguk a kovakövek is tartalmaznak ősi állatfosszíliákat, például korallokat. Ezek a kövek nem tűnnek folyami hordaléknak és a méretük ritkán nagyobb egy emberi ökölnél, ami egybevág azzal a feltételezéssel, miszerint gasztrolitok. A gasztrolitokat néha „Morrison-köveknek” is nevezik, mert gyakran találhatók meg a körülbelül 150 millió éves, késő jura időszaki Morrison Formációban (mely a nevét a Colorado állambeli Denvertől nyugatra levő Morrison városáról kapta). Egyes gasztrolitok anyaga megkövesedett fa.
Az őslénykutatók új módszereket keresnek az állati maradványoktól távol található gasztrolitok azonosítására, mivel e kövek fontos információkkal szolgálhatnak. Ha a gasztrolitok érvényessége bizonyíthatóvá válik, akkor talán visszavezethetnek az eredeti lelőhelyeikhez is, így kiderülhet, hogy a dinoszauruszok hogyan vándoroltak. Mivel nagy számú feltételezett gasztrolit létezik, jelentős mértékű betekintést nyújthatnak a dinoszauruszok életébe és viselkedésébe.

## Fordítás
- Ez a szócikk részben vagy egészben  a   Gastrolith című angol Wikipédia-szócikk ezen változatának fordításán alapul.  Az eredeti cikk szerkesztőit annak laptörténete sorolja fel. Ez a jelzés csupán a megfogalmazás eredetét és a szerzői jogokat jelzi, nem szolgál a cikkben szereplő információk forrásmegjelöléseként.